# Leonce Mahaut
Leonce Emilien Mahaut (født 21. maj 1875 i Menneval i den franske region Normandiet, død 14. august 1950 i Gilleleje) var en fremtrædende fægtelærer i København i hele første halvdel af 1900-tallet.

## Fransk baggrund
Mahaut startede med at fægte som 8-10 årig og kom som 18-årig til Paris for at gå militærvejen. Han blev sergent i 6. franske dragonregiment og indtrådte 1895 som elev i et treårigt kursus på fægteskolen i Joinville-le-Pont ved Paris, hvor han bestod som nummer ét blandt 120 elever. Sideløbende hermed havde han uddannet sig privat hos franske og italienske fægtelærere i Paris.
I 1898 forlod han Frankrig og rejste til Rumænien for at begynde en virksomhed som fægtelærer; han forlod imidlertid hurtigt Rumænien og vendte for en kort tid tilbage til Frankrig.

## Fægtelærer (Maître d'Armes) i København
I april 1899 rejste han til København, hvor han blev fægtelærer på premierløjtnant Kay S. Ulrichs fægtesal i Pilestræde. I 1901 startede Mahaut sin egen fægtesal Salles d'Armes Mahaut i København.
Ved åbningen var fægtesalen beliggende i Østergade 34, senere i Tordenskjoldsgade 10, igen i Østergade 34, i Store Kongensgade og fra 1930 i Bryggeriernes ejendom, Vestre Boulevard 24 (nu: H.C. Andersens Boulevard) på Rådhuspladsen ved Tivoli. 
I sin fægtesal virkede han som fægtelærer for Akademisk Fægteklub samt fægteklubberne Cirklen og En Garde, Politiets Idrætsforening og Damernes Fægteklub af 1917.
Blandt hans elever var fremtrædende, danske fægtere som Ivan Osiier, Ellen Osiier, Raimondo Carnera, Grete Olsen, Kate Mahaut, Karen Lachmann og Mogens Lüchow.
Mahaut stod i mange år i spidsen for såkaldte fægtesoiréer, hvor fremtrædende danske fægtere, han selv og andre københavnske fægtemestre og ofte også berømte udenlandske fægtere og fægtemestre gav opvisninger for et celebert publikum - opvisninger, som løbende blev foromtalt og refereret i dagbladene. I en længere årrække var disse fægtesoiréer henlagt til Palmehaven i Hotel D’Angleterre.   

## Mahauts æresmedalje
Leonce Mahauts æresmedalje blev indstiftet ved hans 50 års jubilæum den 9. april 1949 som en gave fra gamle elever på ”Salle d’Armes Mahaut”. Intentionen var at hylde Mahaut og skabe et varigt minde om hans store og fortjenstfulde indsats for fægteidrætten i Danmark, hvor han som fægtemester gennem 50 år – ”fægtningens guldalder” i Danmark – gjorde dansk fægtning verdensberømt med hjemførelse af adskillige internationale mesterskaber. Æresmedaljen, der er af sølv og bærer Mahauts portræt, skabt af billedhuggeren Harald Isenstein, kan hvert år på Mahauts fødselsdag den 21. maj tildeles til én eller flere personer, der har ydet en anerkendelsesværdig indsats for dansk fægteidræt. I perioden 1950-2018 har 20 personer fået tildelt æresmedaljen.

## Privatliv
Leonce Mahaut var søn af ejendomsbesidder Edmond-Nicolas Mahaut og Louise Beaudouin og var først gift med Eugénie Pinglier og dernæst med Oda Mahaut (1888-1955), født Rasmussen, som vandt EM 1926 i fleuret. I 1934 indgik han sit tredje og sidste ægteskab med fægteren Kate Mahaut, født Holgersen, med hvem han i 1938 fik datteren Yvonne, der også blev fægter.
Mahaut var i sine sidste år bosiddende på Niels Ebbesens Vej på Frederiksberg. Han døde 14. august 1950 i Gilleleje og er begravet på Garnisons Kirkegård.